# ダグラス海峡

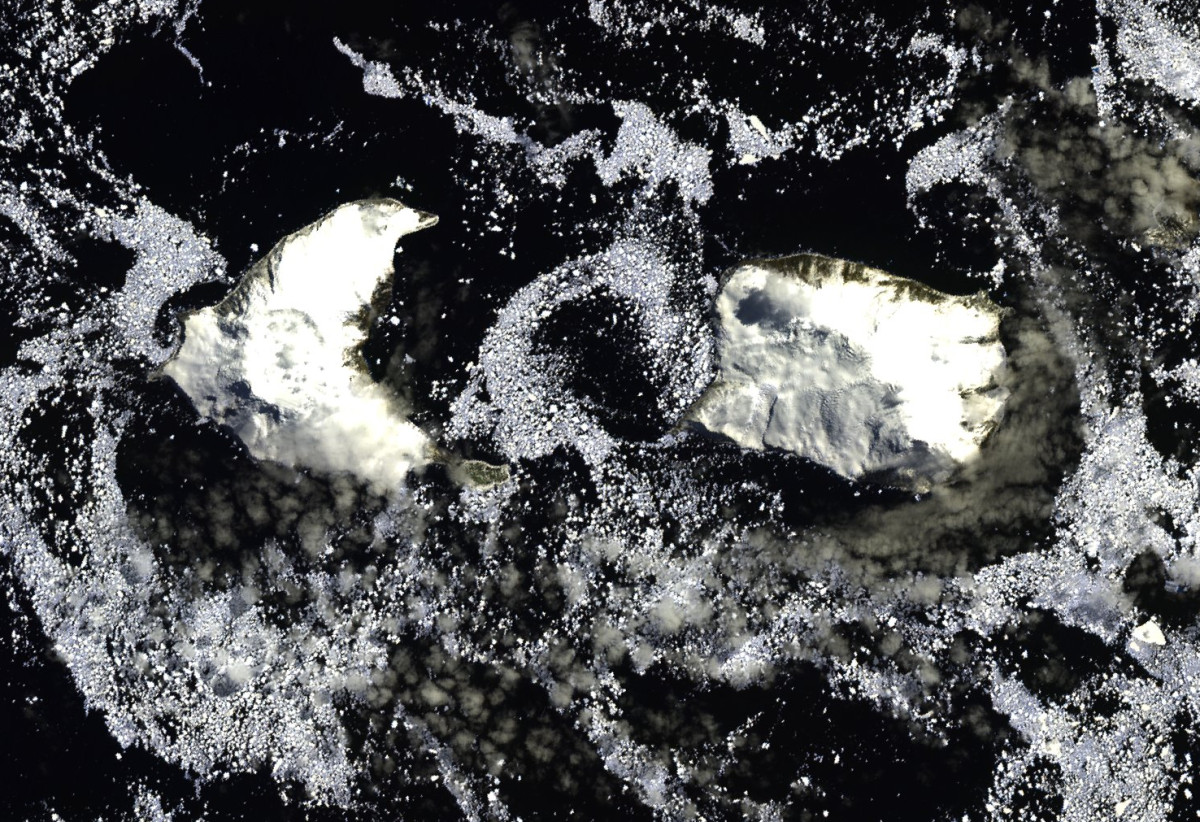
ダグラス海峡。左がテューレ島、右がクック島

ダグラス海峡（英語：Douglas Strait）とは、イギリス領サウスジョージア・サウスサンドウィッチ諸島の南トゥーレのテューレ島とクック島の間に位置する幅4 kmの海峡である。ロシア帝国海軍の南極探検家ファビアン・ゴットリープ・フォン・ベリングスハウゼンにより1820年に発見された。イギリスの中将パーシー・ダグラスより1930年に命名された。